# Championnat du Niger de football 2011-2012
Navigation
Édition précédente Édition 2013-2014
La saison 2011-2012 du Championnat du Niger de football est la quarante-deuxième édition de la Ligue 1, le championnat national de première division au Niger. Les quatorze équipes engagées sont regroupées au sein d'une poule unique où elles affrontent deux fois leurs adversaires, à domicile et à l'extérieur. En fin de saison, le dernier du classement est relégué et remplacé par le champion de deuxième division.
C'est l'Olympic Football Club de Niamey qui remporte la compétition cette saison après avoir terminé en tête du classement final, ne devançant l'Akokana FC qu'à la différence de buts. C'est le douzième titre de champion du Niger de l'histoire du club.

## Participants
- AS Douanes
- ASGNN[1]
- ASFAN Niamey
- Jangorzo FC
- AS Police
- Akokana FC
- Olympic Football Club de Niamey
- Urana FC
- Nassara Alkali Club
- Zumunta AC - Promu de D2
- Espoir FC - Promu de D2
- ASN Nigelec FC
- Dan Kassawa FC
- Sahel SC

## Compétition

### Classement
Le classement est établi sur le barème de points suivant : victoire à 3 points, match nul à 1, défaite à 0.
| Rang | Équipe                          | Pts | J  | G  | N  | P  | Bp | Bc | Diff |
| ---- | ------------------------------- | --- | -- | -- | -- | -- | -- | -- | ---- |
| 1    | Olympic Football Club de Niamey | 47  | 26 | 12 | 11 | 3  | 28 | 15 | +13  |
| 2    | Akokana FC                      | 47  | 26 | 13 | 8  | 5  | 35 | 20 | +15  |
| 3    | AS Douanes                      | 44  | 26 | 12 | 8  | 6  | 27 | 10 | +17  |
| 4    | Urana FC                        | 40  | 26 | 10 | 10 | 6  | 25 | 25 | 0    |
| 5    | ASN Nigelec FC                  | 37  | 25 | 9  | 10 | 6  | 33 | 22 | +11  |
| 6    | ASGNNT                          | 37  | 25 | 10 | 7  | 8  | 26 | 24 | +2   |
| 7    | Sahel SCC                       | 36  | 25 | 9  | 9  | 7  | 25 | 16 | +9   |
| 8    | Dan Kassawa FC                  | 30  | 25 | 7  | 9  | 9  | 22 | 22 | 0    |
| 9    | ASFAN Niamey                    | 30  | 25 | 7  | 9  | 9  | 19 | 21 | -2   |
| 10   | Nassara Alkali Club             | 29  | 25 | 8  | 5  | 12 | 13 | 25 | -12  |
| 11   | Jangorzo FC                     | 28  | 25 | 7  | 7  | 11 | 17 | 26 | -9   |
| 12   | Espoir FCP                      | 26  | 25 | 6  | 8  | 11 | 16 | 28 | -12  |
| 13   | Zumunta ACP                     | 21  | 25 | 4  | 9  | 12 | 12 | 32 | -20  |
| 14   | AS Police                       | 20  | 25 | 4  | 8  | 13 | 22 | 34 | -12  |

|  | Qualification pour la Ligue des champions de la CAF 2013                              |
|  | Qualification pour la Coupe de la confédération 2013                                  |
|  | Relégation directe en deuxième division                                               |
|  | T : Tenant du titre C : Vainqueur de la Coupe du Niger P : Promu de Deuxième division |

- Pour une raison indéterminée, seules deux rencontres (qui impliquent les quatre premiers du classement) de la 26e et dernière journée sont disputées. Les autres matchs sont annulés.

## Bilan de la saison
| Championnat du Niger de football 2011-2012 |                                             |
| Champion                                   | Olympic Football Club de Niamey (12e titre) |
| Coupes et trophées                         |                                             |
| Vainqueur de la Coupe du Niger 2011-2012   | Sahel SC                                    |
| Qualifications continentales               |                                             |
| Ligue des champions de la CAF 2013         | Olympic Football Club de Niamey             |
| Coupe de la confédération 2013             | Sahel SC                                    |
| Promotions et relégations                  |                                             |
| Promus en Ligue 1                          | US Gendarmerie Nationale                    |
| Relégués en Deuxième division              | AS Police                                   |